# Perityle scopulorum
Perityle scopulorum là một loài thực vật có hoa trong họ Cúc. Loài này được (M.E.Jones) A.M.Powell & B.L.Turner mô tả khoa học đầu tiên năm 1989.